# Olimpiai érmesek listája íjászatban
Ez a lap az olimpiai érmesek listája íjászatban 1900-tól 2012-ig.

## Összesített éremtáblázat
(A táblázatokban Magyarország és a rendező nemzet sportolói eltérő háttérszínnel, az egyes számoszlopok legmagasabb értéke vagy értékei vastagítással kiemelve.)
| A nyári olimpiai játékok összesített éremtáblázata íjászatban | A nyári olimpiai játékok összesített éremtáblázata íjászatban | A nyári olimpiai játékok összesített éremtáblázata íjászatban | A nyári olimpiai játékok összesített éremtáblázata íjászatban | A nyári olimpiai játékok összesített éremtáblázata íjászatban | Olimpia  |
| ------------------------------------------------------------- | ------------------------------------------------------------- | ------------------------------------------------------------- | ------------------------------------------------------------- | ------------------------------------------------------------- | -------- |
|                                                               | Ország                                                        | Arany                                                         | Ezüst                                                         | Bronz                                                         | Összesen |
| 1.                                                            | Dél-Korea (KOR)                                               | 19                                                            | 9                                                             | 6                                                             | 34       |
| 2.                                                            | Egyesült Államok (USA)                                        | 14                                                            | 10                                                            | 8                                                             | 32       |
| 3.                                                            | Belgium (BEL)                                                 | 11                                                            | 6                                                             | 3                                                             | 20       |
| 4.                                                            | Franciaország (FRA)                                           | 6                                                             | 10                                                            | 7                                                             | 23       |
| 5.                                                            | Nagy-Britannia (GBR)                                          | 2                                                             | 2                                                             | 5                                                             | 9        |
| 6.                                                            | Olaszország (ITA)                                             | 2                                                             | 2                                                             | 3                                                             | 7        |
| 7.                                                            | Kína (CHN)                                                    | 1                                                             | 6                                                             | 2                                                             | 9        |
| 8.                                                            | Szovjetunió (URS)                                             | 1                                                             | 3                                                             | 3                                                             | 7        |
| 9.                                                            | Finnország (FIN)                                              | 1                                                             | 1                                                             | 2                                                             | 4        |
| 9.                                                            | Ukrajna (UKR)                                                 | 1                                                             | 1                                                             | 2                                                             | 4        |
| 11.                                                           | Ausztrália (AUS)                                              | 1                                                             | 0                                                             | 1                                                             | 2        |
| 11.                                                           | Hollandia (NED)                                               | 1                                                             | 0                                                             | 1                                                             | 2        |
| 13.                                                           | Spanyolország (ESP)                                           | 1                                                             | 0                                                             | 0                                                             | 1        |
|                                                               |                                                               |                                                               |                                                               |                                                               |          |
| 14.                                                           | Japán (JPN)                                                   | 0                                                             | 3                                                             | 2                                                             | 5        |
| 15.                                                           | Svédország (SWE)                                              | 0                                                             | 2                                                             | 0                                                             | 2        |
| 16.                                                           | Lengyelország (POL)                                           | 0                                                             | 1                                                             | 1                                                             | 2        |
| 16.                                                           | Mexikó (MEX)                                                  | 0                                                             | 1                                                             | 1                                                             | 2        |
| 16.                                                           | Németország (GER)                                             | 0                                                             | 1                                                             | 1                                                             | 2        |
| 16.                                                           | Tajvan (TPE)                                                  | 0                                                             | 1                                                             | 1                                                             | 2        |
| 20.                                                           | Indonézia (INA)                                               | 0                                                             | 1                                                             | 0                                                             | 1        |
|                                                               |                                                               |                                                               |                                                               |                                                               |          |
| 21.                                                           | Egyesített Csapat (EUN)                                       | 0                                                             | 0                                                             | 2                                                             | 2        |
| 22.                                                           | Oroszország (RUS)                                             | 0                                                             | 0                                                             | 1                                                             | 1        |
|                                                               |                                                               |                                                               |                                                               |                                                               |          |
| Összesen                                                      | Összesen                                                      | 61                                                            | 60                                                            | 52                                                            | 173      |

## Aktuális versenyszámok

### Férfiak

#### Egyéni
| Olimpia           | Arany                                  | Ezüst                                     | Bronz                                 |
| 1972, München     | John Williams · Egyesült Államok (USA) | Gunnar Jervill · Svédország (SWE)         | Kyösti Laasonen · Finnország (FIN)    |
| 1976, Montréal    | Darrell Pace · Egyesült Államok (USA)  | Hirosi Micsinaga · Japán (JPN)            | Giancarlo Ferrari · Olaszország (ITA) |
| 1980, Moszkva     | Tomi Poikolainen · Finnország (FIN)    | Borisz Iszacsenko · Szovjetunió (URS)     | Giancarlo Ferrari · Olaszország (ITA) |
| 1984, Los Angeles | Darrell Pace · Egyesült Államok (USA)  | Richard McKinney · Egyesült Államok (USA) | Jamamoto Hirosi · Japán (JPN)         |
| 1988, Szöul       | Jay Barrs · Egyesült Államok (USA)     | Pak Szung-Szu · Dél-Korea (KOR)           | Vlagyimir Jesejev · Szovjetunió (URS) |
| 1992, Barcelona   | Sébastien Flûte · Franciaország (FRA)  | Csung Dzsae-Hjun · Dél-Korea (KOR)        | Simon Terry · Nagy-Britannia (GBR)    |
| 1996, Atlanta     | Justin Huish · Egyesült Államok (USA)  | Magnus Petersson · Svédország (SWE)       | O Kjomun · Dél-Korea (KOR)            |
| 2000, Sydney      | Simon Fairweather · Ausztrália (AUS)   | Vic Wunderle · Egyesült Államok (USA)     | Wietse van Alten · Hollandia (NED)    |
| 2004, Athén       | Marco Galiazzo · Olaszország (ITA)     | Jamamoto Hirosi · Japán (JPN)             | Tim Cuddihy · Ausztrália (AUS)        |
| 2008, Peking      | Viktor Ruban · Ukrajna (UKR)           | Pak Kjongmo · Dél-Korea (KOR)             | Bair Bagyonov · Oroszország (RUS)     |
| 2012, London      | O Dzsinhjok · Dél-Korea (KOR)          | Furukava Takaharu · Japán (JPN)           | Dai Xiaoxiang · Kína (CHN)            |

#### Csapat
| Olimpia         | Arany                                                                   | Ezüst                                                                  | Bronz                                                                                          |
| 1988, Szöul     | Dél-Korea (KOR) · Csun In-Szu · Ri Han-Szup · Pak Szung-Szu             | Egyesült Államok (USA) · Jay Barrs · Richard McKinney · Darrell Pace   | Nagy-Britannia (GBR) · Steven Hallard · Richard Priestman · Leroy Watson                       |
| 1992, Barcelona | Spanyolország (ESP) · Juan Holgado · Alfonso Menéndez · Antonio Vázquez | Finnország (FIN) · Ismo Falck · Jari Lipponen · Tomi Poikolainen       | Nagy-Britannia (GBR) · Steven Hallard · Richard Priestman · Simon Terry                        |
| 1996, Atlanta   | Egyesült Államok (USA) · Justin Huish · Butch Johnson · Rod White       | Dél-Korea (KOR) · Csang Jongho · Kim Boram · O Kjomun                  | Olaszország (ITA) · Matteo Bisiani · Michele Frangilli · Andrea Parenti                        |
| 2000, Sydney    | Dél-Korea (KOR) · O Kjomun · Csang Jongho · Kim Cshongthe               | Olaszország (ITA) · Matteo Bisiani · Michele Frangilli · Ilario Di Buò | Egyesült Államok (USA) · Butch Johnson · Rod White · Vic Wunderle                              |
| 2004, Athén     | Dél-Korea (KOR) · Im Donghjon · Csang Jongho · Pak Kjongmo              | Tajvan (TPE) · Csen Szu-juan · Liu Ming-huang · Vang Cseng-pang        | Ukrajna (UKR) · Dmitro Hracsov · Viktor Ruban · Olekszandr Szergyuk                            |
| 2008, Peking    | Dél-Korea (KOR) · Im Donghjon · I Cshanghvan · Pak Kjongmo              | Olaszország (ITA) · Ilario Di Buò · Marco Galiazzo · Mauro Nespoli     | Kína (CHN) · Csiang Lin (Jiang Lin) · Li Ven-csüan (Li Wenquan) · Hszüe Haj-feng (Xue Haifeng) |
| 2012, London    | Olaszország (ITA) · Michele Frangilli · Marco Galiazzo · Mauro Nespoli  | Egyesült Államok (USA) · Brady Ellison · Jake Kaminski · Jacob Wukie   | Dél-Korea (KOR) · O Dzsinhjok · Kim Bopmin · Im Donghjon                                       |

#### Férfi éremtáblázat
| A nyári olimpiai játékok összesített éremtáblázata férfi íjászatban | A nyári olimpiai játékok összesített éremtáblázata férfi íjászatban | A nyári olimpiai játékok összesített éremtáblázata férfi íjászatban | A nyári olimpiai játékok összesített éremtáblázata férfi íjászatban | A nyári olimpiai játékok összesített éremtáblázata férfi íjászatban | Olimpia  |
| ------------------------------------------------------------------- | ------------------------------------------------------------------- | ------------------------------------------------------------------- | ------------------------------------------------------------------- | ------------------------------------------------------------------- | -------- |
|                                                                     | Ország                                                              | Arany                                                               | Ezüst                                                               | Bronz                                                               | Összesen |
| 1.                                                                  | Belgium (BEL)                                                       | 11                                                                  | 6                                                                   | 3                                                                   | 20       |
| 2.                                                                  | Egyesült Államok (USA)                                              | 9                                                                   | 7                                                                   | 5                                                                   | 21       |
| 3.                                                                  | Franciaország (FRA)                                                 | 6                                                                   | 10                                                                  | 6                                                                   | 22       |
| 4.                                                                  | Dél-Korea (KOR)                                                     | 5                                                                   | 4                                                                   | 2                                                                   | 11       |
| 5.                                                                  | Olaszország (ITA)                                                   | 2                                                                   | 2                                                                   | 3                                                                   | 7        |
| 6.                                                                  | Nagy-Britannia (GBR)                                                | 1                                                                   | 1                                                                   | 3                                                                   | 5        |
| 7.                                                                  | Finnország (FIN)                                                    | 1                                                                   | 1                                                                   | 1                                                                   | 3        |
| 8.                                                                  | Ausztrália (AUS)                                                    | 1                                                                   | 0                                                                   | 1                                                                   | 2        |
| 8.                                                                  | Hollandia (NED)                                                     | 1                                                                   | 0                                                                   | 1                                                                   | 2        |
| 8.                                                                  | Ukrajna (UKR)                                                       | 1                                                                   | 0                                                                   | 1                                                                   | 2        |
| 11.                                                                 | Spanyolország (ESP)                                                 | 1                                                                   | 0                                                                   | 0                                                                   | 1        |
|                                                                     |                                                                     |                                                                     |                                                                     |                                                                     |          |
| 12.                                                                 | Japán (JPN)                                                         | 0                                                                   | 3                                                                   | 1                                                                   | 4        |
| 13.                                                                 | Svédország (SWE)                                                    | 0                                                                   | 2                                                                   | 0                                                                   | 2        |
| 14.                                                                 | Szovjetunió (URS)                                                   | 0                                                                   | 1                                                                   | 1                                                                   | 2        |
| 15.                                                                 | Tajvan (TPE)                                                        | 0                                                                   | 1                                                                   | 0                                                                   | 1        |
|                                                                     |                                                                     |                                                                     |                                                                     |                                                                     |          |
| 16.                                                                 | Kína (CHN)                                                          | 0                                                                   | 0                                                                   | 2                                                                   | 2        |
| 17.                                                                 | Oroszország (RUS)                                                   | 0                                                                   | 0                                                                   | 1                                                                   | 1        |
|                                                                     |                                                                     |                                                                     |                                                                     |                                                                     |          |
| Összesen                                                            | Összesen                                                            | 39                                                                  | 38                                                                  | 31                                                                  | 108      |

### Nők

#### Egyéni
| Olimpia           | Arany                                           | Ezüst                                  | Bronz                                      |
| 1972, München     | Doreen Wilber · Egyesült Államok (USA)          | Irena Szydłowska · Lengyelország (POL) | Emma Gapcsenko · Szovjetunió (URS)         |
| 1976, Montréal    | Luann Ryon · Egyesült Államok (USA)             | Valentyina Kovpan · Szovjetunió (URS)  | Zebinyisszo Rusztamova · Szovjetunió (URS) |
| 1980, Moszkva     | Ketevan Loszaberidze · Szovjetunió (URS)        | Natalja Butuzova · Szovjetunió (URS)   | Päivi Meriluoto · Finnország (FIN)         |
| 1984, Los Angeles | Szeo Hjang-Szun · Dél-Korea (KOR)               | Li Ling-csüan · Kína (CHN)             | Kim Dzsin-Ho · Dél-Korea (KOR)             |
| 1988, Szöul       | Kim Szunjong · Dél-Korea (KOR)                  | Vang Hi-Kjung · Dél-Korea (KOR)        | Jun Jung-Szuk · Dél-Korea (KOR)            |
| 1992, Barcelona   | Cso Jun-Dzseong · Dél-Korea (KOR)               | Kim Szunjong · Dél-Korea (KOR)         | Natalia Valeeva · Egyesített Csapat (EUN)  |
| 1996, Atlanta     | Kim Gjonguk · Dél-Korea (KOR)                   | He Jing · Kína (CHN)                   | Olena Szadovnicsa · Ukrajna (UKR)          |
| 2000, Sydney      | Jun Midzsin · Dél-Korea (KOR)                   | Kim Namszun · Dél-Korea (KOR)          | Kim Szunjong · Dél-Korea (KOR)             |
| 2004, Athén       | Pak Szonghjon · Dél-Korea (KOR)                 | I Szongdzsin · Dél-Korea (KOR)         | Alison Williamson · Nagy-Britannia (GBR)   |
| 2008, Peking      | Csang Csüan-csüan (Zhang Juanjuan) · Kína (CHN) | Pak Szonghjon · Dél-Korea (KOR)        | Jun Okhi · Dél-Korea (KOR)                 |
| 2012, London      | Ki Bobe · Dél-Korea (KOR)                       | Aída Román · Mexikó (MEX)              | Mariana Avitia · Mexikó (MEX)              |

#### Csapat
| Olimpia         | Arany                                                           | Ezüst                                                                                       | Bronz                                                                                  |
| 1988, Szöul     | Dél-Korea (KOR) · Kim Szunjong · Vang Hi-Kjung · Jun Jung-Szuk  | Indonézia (INA) · Lilies Handayani · Nurfitriyana Saiman · Kusuma Wardhani                  | Egyesült Államok (USA) · Deborah Ochs · Denise Parker · Melanie Skillman               |
| 1992, Barcelona | Dél-Korea (KOR) · Cso Jun-Dzseong · Kim Szunjong · Ri Eun-Kjung | Kína (CHN) · Ma Hsziang-jün · Vang Hung · Vang Hsziao-csu                                   | Egyesített Csapat (EUN) · Ljudmila Arzsannikova · Hatuna Kvrivisvili · Natalia Valeeva |
| 1996, Atlanta   | Dél-Korea (KOR) · Kim Dzsoszun · Kim Gjonguk · Jun Hjejong      | Németország (GER) · Barbara Mensing · Cornelia Pfohl · Sandra Wagner-Sachse                 | Lengyelország (POL) · Iwona Dzięcioł · Katarzyna Klata · Joanna Nowicka                |
| 2000, Sydney    | Dél-Korea (KOR) · Kim Szunjong · Kim Namszun · Jun Midzsin      | Ukrajna (UKR) · Olena Szadovnicsa · Natalija Burdejna · Katerina Szergyuk                   | Németország (GER) · Barbara Mensing · Cornelia Pfohl · Sandra Wagner-Sachse            |
| 2004, Athén     | Dél-Korea (KOR) · I Szongdzsin · Pak Szonghjon · Jun Midzsin    | Kína (CHN) · Ho Jing (He Ying) · Csang Csüan-csüan (Zhang Juanjuan) · Lin Szang (Lin Sang)  | Tajvan (TPE) · Csen Li-ju · Vu Hui-ju · Juan Szu-csi                                   |
| 2008, Peking    | Dél-Korea (KOR) · Csu Hjondzsong · Pak Szonghjon · Jun Okhi     | Kína (CHN) · Csen Ling (Chen Ling) · Kuo Tan (Guo Dan) · Csang Csüan-csüan (Zhang Juanjuan) | Franciaország (FRA) · Virginie Arnold · Sophie Dodemont · Bérengère Schuh              |
| 2012, London    | Dél-Korea (KOR) · I Szongdzsin · Ki Bobe · Cshö Hjondzsu        | Kína (CHN) · Fang Ju-ting · Cseng Ming · Hszü Csing                                         | Japán (JPN) · Kavanaka Kaori · Hajakava Ren · Kanie Miki                               |

#### Női éremtáblázat
| A nyári olimpiai játékok összesített éremtáblázata női íjászatban | A nyári olimpiai játékok összesített éremtáblázata női íjászatban | A nyári olimpiai játékok összesített éremtáblázata női íjászatban | A nyári olimpiai játékok összesített éremtáblázata női íjászatban | A nyári olimpiai játékok összesített éremtáblázata női íjászatban | Olimpia  |
| ----------------------------------------------------------------- | ----------------------------------------------------------------- | ----------------------------------------------------------------- | ----------------------------------------------------------------- | ----------------------------------------------------------------- | -------- |
|                                                                   | Ország                                                            | Arany                                                             | Ezüst                                                             | Bronz                                                             | Összesen |
| 1.                                                                | Dél-Korea (KOR)                                                   | 14                                                                | 5                                                                 | 4                                                                 | 23       |
| 2.                                                                | Egyesült Államok (USA)                                            | 5                                                                 | 3                                                                 | 3                                                                 | 11       |
| 3.                                                                | Kína (CHN)                                                        | 1                                                                 | 6                                                                 | 0                                                                 | 7        |
| 4.                                                                | Szovjetunió (URS)                                                 | 1                                                                 | 2                                                                 | 2                                                                 | 5        |
| 5.                                                                | Nagy-Britannia (GBR)                                              | 1                                                                 | 1                                                                 | 2                                                                 | 4        |
|                                                                   |                                                                   |                                                                   |                                                                   |                                                                   |          |
| 6.                                                                | Lengyelország (POL)                                               | 0                                                                 | 1                                                                 | 1                                                                 | 2        |
| 6.                                                                | Mexikó (MEX)                                                      | 0                                                                 | 1                                                                 | 1                                                                 | 2        |
| 6.                                                                | Németország (GER)                                                 | 0                                                                 | 1                                                                 | 1                                                                 | 2        |
| 6.                                                                | Ukrajna (UKR)                                                     | 0                                                                 | 1                                                                 | 1                                                                 | 2        |
| 10.                                                               | Indonézia (INA)                                                   | 0                                                                 | 1                                                                 | 0                                                                 | 1        |
|                                                                   |                                                                   |                                                                   |                                                                   |                                                                   |          |
| 11.                                                               | Egyesített Csapat (EUN)                                           | 0                                                                 | 0                                                                 | 2                                                                 | 2        |
| 12.                                                               | Finnország (FIN)                                                  | 0                                                                 | 0                                                                 | 1                                                                 | 1        |
| 12.                                                               | Franciaország (FRA)                                               | 0                                                                 | 0                                                                 | 1                                                                 | 1        |
| 12.                                                               | Japán (JPN)                                                       | 0                                                                 | 0                                                                 | 1                                                                 | 1        |
| 12.                                                               | Tajvan (TPE)                                                      | 0                                                                 | 0                                                                 | 1                                                                 | 1        |
|                                                                   |                                                                   |                                                                   |                                                                   |                                                                   |          |
| Összesen                                                          | Összesen                                                          | 22                                                                | 22                                                                | 21                                                                | 65       |

## Megszűnt versenyszámok (1900–1920)

### 1900, Párizs
| Olimpia                     | Arany                                | Ezüst                                   | Bronz                                        |
| Au cordon doré, 50 méter    | Henri Hérouin · Franciaország (FRA)  | Hubert Van Innis · Belgium (BEL)        | Émile Fisseux · Franciaország (FRA)          |
| Au cordon doré, 33 méter    | Hubert Van Innis · Belgium (BEL)     | Victor Thibaud · Franciaország (FRA)    | Charles Frédéric Petit · Franciaország (FRA) |
| Au chapelet, 50 méter       | Eugène Mougin · Franciaország (FRA)  | Henri Helle · Franciaország (FRA)       | Émile Mercier · Franciaország (FRA)          |
| Au chapelet, 33 méter       | Hubert Van Innis · Belgium (BEL)     | Victor Thibaud · Franciaország (FRA)    | Charles Frédéric Petit · Franciaország (FRA) |
| Sur la perche à la herse    | Emmanuel Foulon · Belgium (BEL)      | Emile Druart · Belgium (BEL)            | Nem adták ki                                 |
| Sur la perche à la herse    | Emmanuel Foulon · Belgium (BEL)      | Auguste Serrurier · Franciaország (FRA) | Nem adták ki                                 |
| Sur la perche à la pyramide | Émile Grumiaux · Franciaország (FRA) | Auguste Serrurier · Franciaország (FRA) | Louis Glineux · Belgium (BEL)                |

### 1904, St. Louis

#### Férfiak
| Olimpia          | Arany                                                                                      | Ezüst                                                                                       | Bronz                                                                                              |
| 100, 80, 60 yard | George Bryant · Egyesült Államok (USA)                                                     | Robert Williams · Egyesült Államok (USA)                                                    | William Thompson · Egyesült Államok (USA)                                                          |
| 60. 50, 40 yard  | George Bryant · Egyesült Államok (USA)                                                     | Robert Williams · Egyesült Államok (USA)                                                    | William Thompson · Egyesült Államok (USA)                                                          |
| Csapat           | Egyesült Államok (USA) · William Thompson · Robert Williams · Louis Maxson · Galen Spencer | Egyesült Államok (USA) · Charles Woodruff · William Clark · Charles Hubbard · Samuel Duvall | Egyesült Államok (USA) · George Bryant · Wallace Bryant · Cyrus Edwin Dallin · Henry B. Richardson |

#### Nők
| Olimpia         | Arany                                                                                     | Ezüst                                              | Bronz                                   |
| 60, 50 yard     | Matilda Howell · Egyesült Államok (USA)                                                   | Emma Cooke · Egyesült Államok (USA)                | Jessie Pollock · Egyesült Államok (USA) |
| 50, 40, 30 yard | Matilda Howell · Egyesült Államok (USA)                                                   | Emma Cooke · Egyesült Államok (USA)                | Jessie Pollock · Egyesült Államok (USA) |
| Csapat          | Egyesült Államok (USA) · Matilda Howell · Jessie Pollock · Laura Woodruff · Louise Taylor | Egyesült Államok (USA) · Emma Cooke · Mabel Taylor | Nem adták ki                            |

### 1908, London

#### Férfiak
| Olimpia          | Arany                               | Ezüst                                       | Bronz                                        |
| 50 méter         | Eugène Grisot · Franciaország (FRA) | Louis Vernet · Franciaország (FRA)          | Gustave Cabaret · Franciaország (FRA)        |
| 100, 80, 60 yard | William Dod · Nagy-Britannia (GBR)  | Reginald Brooks-King · Nagy-Britannia (GBR) | Henry B. Richardson · Egyesült Államok (USA) |

#### Nők
| Olimpia     | Arany                                 | Ezüst                                | Bronz                                     |
| 60, 50 yard | Queenie Newall · Nagy-Britannia (GBR) | Charlotte Dod · Nagy-Britannia (GBR) | Beatrice Hill-Lowe · Nagy-Britannia (GBR) |

### 1920, Antwerpen
| Olimpia                        | Arany | Ezüst | Bronz |
| Egyéni, rögzített madárcél     | Edmond Cloetens · Belgium (BEL) | Louis van de Perck · Belgium (BEL) | Firmin Flamand · Belgium (BEL) |
| Csapat, rögzített madárcél     | Belgium (BEL) · Edmond Cloetens · Louis van de Perck · Firmin Flamand · Edmond van Moer · Joseph Hermans · Auguste Van de Verre                                     | Nem adták ki | Nem adták ki |
| Egyéni, rögzített kismadár cél | Edmond van Moer · Belgium (BEL) | Louis van de Perck · Belgium (BEL) | Joseph Hermans · Belgium (BEL) |
| Csapat, rögzített kismadár cél | Belgium (BEL) · Edmond Cloetens · Louis van de Perck · Firmin Flamand · Edmond van Moer · Joseph Hermans · Auguste van de Verre                                     | Nem adták ki | Nem adták ki |
| Egyéni, mozgó madárcél, 28 m   | Hubert Van Innis · Belgium (BEL) | Léonce Quentin · Franciaország (FRA) | Nem adták ki |
| Csapat, mozgó madárcél, 28 m   | Hollandia (NED) · Janus Theeuwes · Driekske van Bussel · Joep Packbiers · Janus van Merrienboer · Jo van Gastel · Theo Willems · Piet de Brouwer · Tiest van Gestel | Belgium (BEL) · Hubert Van Innis · Alphonse Allaert · Edmond de Knibber · Louis Delcon · Jérome De Maeyer · Pierre van Thielt · Louis Fierens · Louis van Beeck | Franciaország (FRA) · Julien Brulé · Léonce Quentin · Pascal Fauvel · Eugène Grisot · Eugène Richez · Artur Mabellon · Léon Epin · Paul Leroy |
| Egyéni, mozgó madárcél, 33 m   | Hubert Van Innis · Belgium (BEL) | Julien Brulé · Franciaország (FRA) | Nem adták ki |
| Csapat, mozgó madárcél, 33 m   | Belgium (BEL) · Hubert Van Innis · Pierre van Thielt · Jérome De Maeyer · Alphonse Allaert · Edmond de Knibber · Louis Delcon · Louis van Beeck · Louis Fierens     | Franciaország (FRA) · Julien Brulé · Léonce Quentin · Pascal Fauvel · Eugène Grisot · Eugène Richez · Artur Mabellon · Léon Epin · Paul Leroy                   | Nem adták ki |
| Egyéni, mozgó madárcél, 50 m   | Julien Brulé · Franciaország (FRA) | Hubert Van Innis · Belgium (BEL) | Nem adták ki |
| Csapat, mozgó madárcél, 50 m   | Belgium (BEL) · Hubert Van Innis · Pierre van Thielt · Jérome De Maeyer · Alphonse Allaert · Edmond de Knibber · Louis Delcon · Louis van Beeck · Louis Fierens     | Franciaország (FRA) · Julien Brulé · Léonce Quentin · Pascal Fauvel · Eugène Grisot · Eugène Richez · Artur Mabellon · Léon Epin · Paul Leroy                   | Nem adták ki |